# Das alte Karussell
A Das alte Karussell (magyarul: Az öreg körhinta) című dal képviselte Svájcot az 1956-os Eurovíziós Dalfesztiválon. A dalt a svájci Lys Assia adta elő német nyelven. Ez volt Svájc első szereplése a versenyen.
A dal az április 28-án tartott svájci nemzeti döntőn nyerte el az indulás jogát. Az 1956-os versenyen rendhagyó módon mindegyik ország két dallal vett részt. A másik svájci induló, és a későbbi győztes, a Refrain című dal volt, melyet szintén Lys Assia adott elő.
A dal a francia sanzonok stílusában íródott, melyben az énekes a címben szereplő öreg körhintát jellemzi.
A május 24-én rendezett döntőben a fellépési sorrendben másodikként adták elő, a holland Jetty Paerl De vogels van Holland című dala után, és a belga Fud Leclerc Messieurs les noyés de la Seine című dala előtt.
Az 1956-os verseny volt az egyetlen, ahol nem tartottak nyílt szavazást, hanem a szavazatok összesítése utána a zsűri elnöke bejelentette, hogy melyik dal végzett az első helyen. A győztes az énekesnő másik dala volt, így azt, hogy ez a dal milyen eredményt ért el a szavazás során, nem lehet tudni.